# Килевик выдающийся
Килевик выдающийся (лат. Brychius elevatus)   (лат.) — вид жуков-плавунчиков. Распространён в Европе, кроме северных и западных территорий, но описан в Великобритании, а также в северной и центральной Азии восточнее до центральной Сибири. Особи обитают в ручьях и реках с песчаным или гравийным дном, реже в озёрах. Личинки и, возможно, жуки питаются волокнистыми водорослями. Личинки встречаются летом и осенью. Имаго появляются осенью и впадают в анабиоз в воде. Длина тела имаго 3,5—4,3 мм.